# Pangya
Pangya (tiếng Hàn Quốc: 팡야, "Bang!", còn gọi là PangYa Exhilarating Golf ở Nhật Bản) hay golf online là một trò chơi trực tuyến do hãng ntreev.net của Mỹ sản xuất, game thuộc thể loại thể thao và có rất nhiều dụng cụ chơi như gậy, banh, item, quần áo, cách chơi và chế độ chơi, cùng với đó là rất nhiều map. PANGYA là một trò chơi mà trong đó hai hoặc nhiều người có thể chơi với nhau tuỳ theo chúng ta chọn chơi solo hay tour và ngoài solo hay tour, pangya còn có nhiều chế độ chơi và cách chơi. PANGYA còn có hệ thống shop bán đồ trong game để cho người chơi mua bằng tiền game là pang,point trong quá trình chơi.
Mapappangya là những map dùng để chơi pangya, mappangya có rất nhiều loại phong cảnh, như cảnh sân golf, cảnh bắc cực, nam cực, cảnh hoang mạc, cảnh tàu buồn, cảnh nông thôn, cảnh núi tuyết, cảnh thành phố, mọi map đều có vẻ đẹp của riêng mình và mọi map cũng đều có ưu nhược điểm của mình, và mỗi map đều có độ khó chơi chơi của mình, tuy nhiên khi chơi trong map nào người chơi cần phải đánh trái banh rơi xuống đích là mấy cái lỗ bằng cách đánh bình thường hay bằng tomahack, spike.
Từ năm 2005 cho đến tháng 3 năm 2009, game được gọi là Albatross18 ở Bắc Mỹ. Ngày 8 tháng 3 năm 2009, quyền kiểm soát tựa game này được chuyển từ OGPlanet sang SG Interactive (sau là Ntreev USA), công ty này đã đóng cửa trò chơi trong một tháng để nâng cấp kỹ thuật và phát hành lại trò chơi với tên PangYa một tháng sau đó. Vào tháng 5 năm 2014, SG Interactive đã chuyển giao quyền phát hành lại cho MAYN Interactive và chuyển giao quyền phát hành này cho SmileGate Europe vào cuối năm 2014. Ngày 12 tháng 12 năm 2016, máy chủ của PangYa ở Bắc Mỹ ngừng hoạt động, cùng với trang web và diễn đàn của game. Server Hàn Quốc đã đóng cửa vào ngày 29 tháng 8 năm 2016 và server Nhật Bản, do Gamepot vận hành, đã đóng cửa vào ngày 10 tháng 11 năm 2017. Server Thái Lan, do Ini3 Digital vận hành, vẫn còn mở cửa cho người chơi tham gia.
Ngoài ra còn có 2 phiên bản golf online của Việt Nam thuộc thể loại đánh golf nhưng đã sập, game này phải đăng ký mới download được.

## Lối chơi

### Chế độ chơi/mod chơi
Chế độ chơi của pangya có 6 kiểu tất cả,và trong khi chơi ta có thể chọn kiểu nào mình thích chơi như solo chơi 2-4 người, tour thì chơi 10 người trở lên và chia thành 2 đội. NGOÀI ra trong kiểu chơi solo và tour, chúng ta có thể random,front,shurf...

### Dụng cụ chơi/vật dụng hỗ trợ
dung cụ chơi hay vật dụng dùng trong hỗ trợ việc chơi game có rất nhiều trong shoppangya như các kiểu quần áo,các kiểu club hay gậy đánh bóng,những kiểu comec hay trái banh để chơi, những loại item đặc biệt dùng để chơi pangya tốt.

### Shoppangya
shoppangya có nhiều món đồ mua bằng pang hoặc point,như club,quần áo,item,comec, mỗi loại đều có giá, bán bằng pang hoặc point trong game.

### Event
pangya có nhiều event như event halloween,noel,event chúc mừng năm mới, event kỷ niệm pangya,còn nhiều event khác, như event kỷ niệm ngày độc lập, mỗi kỳ event kéo dài 2 tuần,và event nào cũng có quà tặng như clubset,comec,tiền game, item, quần áo, mũ, event nào cũng cho đồ đẹp, đồ ngon, và trong khi chơi pangya nếu làm event thì phả cày,cày nhiều thì sẽ có nhiều đồ.